# یورگن گجاسولا
یورگن گجاسولا (انگلیسی: Jürgen Gjasula؛ زادهٔ ۵ دسامبر ۱۹۸۵) بازیکن فوتبال اهل آلمان است.
از باشگاه‌هایی که در آن بازی کرده‌است می‌توان به باشگاه فوتبال اف‌اس‌وی فرانکفورت، باشگاه فوتبال سنت گالن، باشگاه فوتبال وی‌اف‌آر آلن، باشگاه فوتبال گروتر فورث، باشگاه فوتبال کایزرسلاوترن، باشگاه فوتبال بازل، باشگاه فوتبال فرایبورگ، باشگاه فوتبال لیتکس لووچ، و باشگاه فوتبال دویسبورگ اشاره کرد.
وی همچنین در تیم ملی فوتبال آلبانی بازی کرده‌است.